# Juliano Mer-Khamis
Pour les articles homonymes, voir Mer-Khamis.
Juliano Mer-Khamis (en arabe: جوليانو مير خميس ; en hébreu : ג'וליאנו מֵר חמיס), Sputnik Khamis à sa naissance le 29 mai 1958 à Nazareth, et mort assassiné à Jénine, le 4 avril 2011, est un acteur, réalisateur, directeur de théâtre et militant politique palestinien et israélien.

## Origines
Juliano Mer-Khamis - de son nom de naissance Sputnik Khamis à cause de l'admiration de son père pour la lancée de satellites soviétiques dans l'espace - que ses parents changent un peu plus tard en Julio puis Juliano pour ainsi mieux s'intégrer à la société israélienne, est le fils d’Arna Mer-Khamis, une militante juive israélienne pour les droits des Palestiniens, et Saliba Khamis (ar), un chrétien Arabe israélien et l’un des dirigeants du Parti communiste israélien dans les années 1960, mariés en 1953.
Il a deux frères, Spartak (nommé ainsi en l'honneur de sportifs soviétiques) qui choisira une identité arabe et vivra à Londres où il publiera sur le communisme et l'anarchie, et Abir. Son grand-père maternel est Gideon Mer, un scientifique pionnier de l'étude du paludisme, au cours du mandat britannique, qui sévissait à cette époque, et brièvement directeur général du ministère de la Santé israélien. Isser Harel, le cousin de sa mère, est directeur du Mossad dans les années 1950 et supervise la capture du nazi Adolf Eichmann en 1960, puis devient député à la Knesset en 1969. Sa cousine paternelle est la chanteuse de hip-hop anglo-palestinienne Shadia Mansour.
Né en 1958 à Nazareth, en Israël, où il grandit ainsi qu'à Haïfa, Juliano Mer Khamis voit son père abandonner le foyer familial chaotique quand il a 10 ans : « A l'extérieur, l'oppresseur était le Juif mais à la maison, l'oppresseur était arabe ».

## Parcours
Il fréquente l' école à Haïfa puis effectue son service militaire dans Sayeret, une unité d'élite de parachutistes de Tsahal - ce qui scandalise ses parents qui l'avaient élevé pour « combattre l'occupant israélien » ; ainsi, son père ne lui parle plus pendant un an. Son service le conduit à Jénine. Là, il s'oppose violemment aux ordres de son commandant et en vient aux mains, ce qui le fait séjourner en prison,.
Il s'inscrit à l'école de Beit-Zvi des Arts du spectacle à Ramat Gan près de Tel Aviv. En 1985, Juliano abandonne son patronyme « Khamis », pour prendre celui de sa mère « Mer » et par la même occasion, modifie « Julio » en « Juliano », à l'époque où il joue dans le film d'Amos Guttman, (en) Bar 51 et où il entre à l'armée,. Cela lui évite d'être confronté aux problèmes qu'il avait rencontrés avec son seul nom arabe à l'école et dans la vie civile, lui permet aussi de se rapprocher (un temps) de sa racine juive mais ne change rien à son immense problème identitaire : savoir qui il est et où est sa place dans le monde. « Je me sentais n'être personne », dit-il.
En 1987, il passe un an aux Philippines, vivant sous une tente à consommer des champignons, d'où ses parents le sauvent. Revenu, il dit que cette expérience lui a permis de « perdre toutes (s)es identités » pour ne plus être tiraillé dans une identité paradoxale entre être Juif ou arabe.
Il se met en ménage avec Mishmish Or, une costumière juive israélienne, fille d'un père turc et d'une mère égyptienne, qui l'avait recueilli quand il errait, et il devient le beau-père de sa fille de deux ans, Keshet.
Sa mère Arna l'invite à donner des cours de thérapie à sa troupe d'enfants à Jénine. Elle y fonde en 1993 le Stone Théâtre (en souvenir de l'intifada des pierres) avec l'argent du prix Nobel alternatif qu'elle a reçu, et les représentations permettent de réunir toute sa famille. Juliano décide alors de s'appeler Mer-Khamis.
Après la mort de sa mère en 1995, il quitte Jénine et se consacre à sa carrière en jouant au théâtre national Habima de Tel Aviv et dans plusieurs films. On le retrouve aussi plusieurs fois dans des rixes avec des réalisateurs, des acteurs et même les membres du public.
En 2000, Mishmish Or donne naissance à leur fille Milay ; la famille s'installe dans l'ancienne maison d'Arna à Haïfa.
Juliano retourne alors à Jénine en mars 2002 lors de l'opération Rempart, pour terminer le film consacré à sa mère et constate auprès d'anciens élèves que la résistance pacifique d'antan a laissé place à une volonté farouche d'en découdre. Il apprend que l'un de ses étudiants d'alors s'est transformé en bombe humaine dans un centre commercial israélien, qu'un autre a été tué par l'armée israélienne et qu'un troisième est en prison. Il fréquente des activistes recherchés par Israël mais reste suspect aux yeux de ses amis arabes. Le camp de Jénine se relève alors d'une très violente offensive au cours de laquelle une cinquantaine d'habitants ont été tués, ainsi qu'une vingtaine de soldats. Des centaines de maisons ont été rasées au bulldozer.

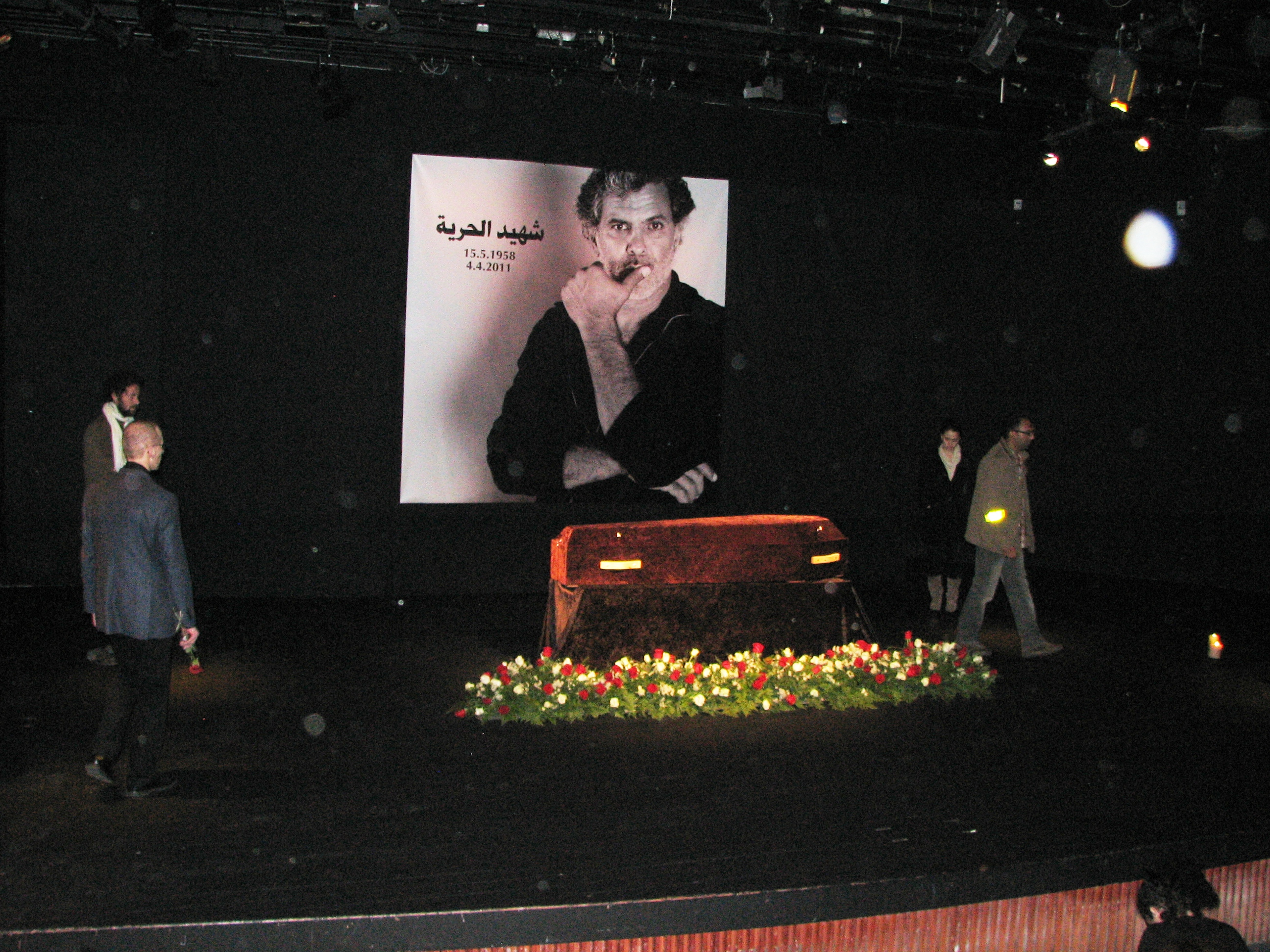
Photo et cercueil de Juliano Mer-Khamis, 2011

Il part quatre mois en Inde à moto avec sa fille Milay de quatre ans, où Mishmish les rejoint. De retour au pays, sa femme et sa fille s'installent à Tel Aviv et Juliano à Haïfa. Puis il retourne à Jénine, rend des services à la population et y fonde en 2006 le Freedom Theatre pour combattre l'occupation israélienne imposée de l'extérieur et l'« occupation culturelle religieuse » imposée à l'intérieur de la ville. Parallèlement aux pièces jouées et mises en scène par des professionnels, le Théâtre de la Liberté développe des activités de formation auprès des jeunes. « J'espère former une génération qui saura dire non, qui saura hausser la voix contre les discriminations, contre la violence, disait Juliano Mer-Khamis. L'esprit est déjà là, il a pris racine, il ne peut que grandir. Personne ne pourra l'arrêter ».
En 2007, il rencontre lors d'une fête à Haïfa une Finlandaise de 29 ans, Jenny Nyman, venue travailler dans une ONG pour aider les jeunes Palestiniens. Il l'épouse à Chypre et elle travaille ensuite à la collecte de fonds pour le théâtre du camp de Jénine de son mari. Après sa mort, elle quitte leur location de Jénine et part s'installer à Haïfa avec ses trois petits enfants. Par la suite, elle gère sa propre école maternelle privée.
Juliano Mer-Khamis a eu quatre enfants (une fille et trois garçons) mais n'a pas connu ses deux derniers, des jumeaux, nés deux mois après sa mort.

## Carrière
Mer-Khamis a été acteur à la télévision israélienne et au cinéma (dans des films israéliens et internationaux). Sa première apparition au cinéma a été dans le film La Petite Fille au tambour (en anglais The Little Drummer Girl), un thriller américain réalisé en 1984 par George Roy Hill et dans lequel a joué également Diane Keaton, film qui traite du Conflit israélo-arabe. Puis, il a joué dans le film d’Avi Nesher Za’am V’Tehilah (1985) avant de participer dans plusieurs films israéliens dont 51 Bar (1985), Noce en Galilée (1987), Tel Aviv Stories (1992), Zohar (1993), Etz Hadomim Tafus (1994), Overture 1812 (1997), Yom Yom (1998) et dans bien d’autres. Il a également joué dans plusieurs films réalisés par Amos Gitai, dont Berlin-Yersuhalaim (1989), Esther (1986), Kippur (2000), Kedma (2002) et Tahara (2004). Il est nommé en tant qu'acteur de l'année à l'Académie du film israélien, en 2002.
Il apparaît à titre posthume dans le documentaire Would You Have Sex with an Arab ? (2012), tourné peu avant son assassinat et qui lui est dédié. Mer-Khamis a été nommé pour le prix Ophir du Meilleur Acteur en 2002. De plus, tout au long de sa carrière, Mer-Khamis a également joué dans plusieurs films américains et franco-canadiens.
Il a aussi joué dans plusieurs pièces de théâtre, au Théâtre Beit Lessin ainsi qu’au Théâtre Habima, à Tel Aviv, où il déploie son talent. En 1998, il est limogé dans la direction d'Othello au Théâtre de Haïfa après des violences sur les co-auteurs.
En 2003, Mer-Khamis a produit et réalisé, avec Danniel Danniel, son premier film documentaire, Les Enfants d'Arna qui remporte le prix du meilleur film au festival du cinéma One World de Prague en avril 2004 puis le prix de la critique au festival international du documentaire HotDocs au Canada. Le mois suivant, il est nommé meilleur documentaire au festival du film de Tribeca à New York. Mais au moment où Les Enfants d'Arna reçoit cette reconnaissance internationale, tous les principaux protagonistes du film sont déjà morts, sauf Zakaria Zubeidi.

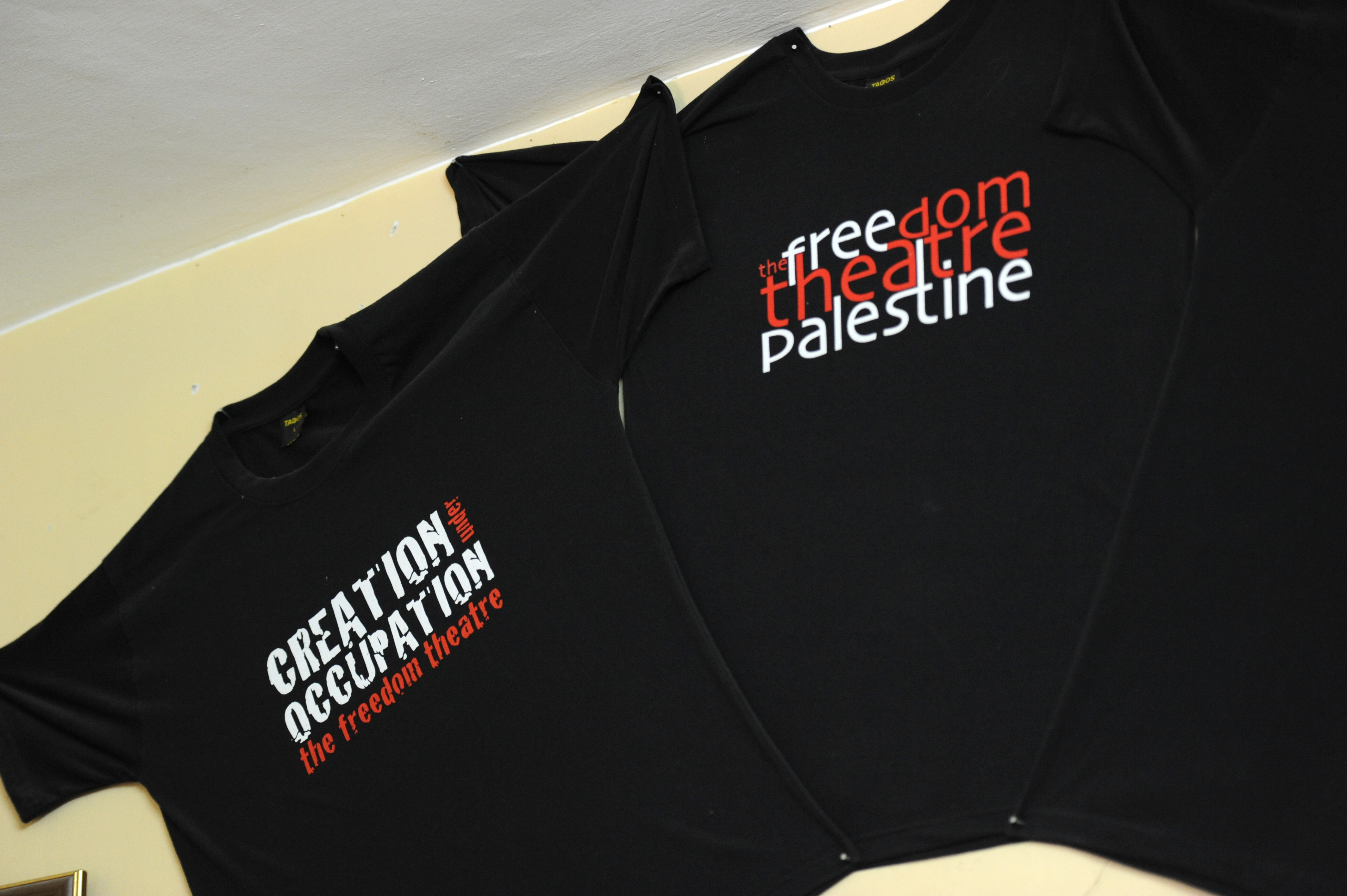
Tee-shirt du Freedom Théâtre « créé sous occupation », 2011

Le film raconte l'engagement pro-palestinien et le travail de sa mère pour créer une troupe théâtrale d’enfants à Jénine pendant les années 1980, et a connu son succès. En effet, sept ans après la mort de sa mère, et à la suite de la bataille de Jénine en 2002, Mer-Khamis retourne dans cette ville pour rencontrer et interviewer les enfants (devenus adultes) qui avaient participé à la troupe théâtrale de sa mère et découvre que certains d’entre eux sont devenus des combattants, ont participé à des attentats contre les Israéliens ou ont été tués par l’armée israélienne. Dans son documentaire, paru en 2004, apparaissent, notamment celui qui deviendra son ami, Zakaria Zubeidi, ancien chef militaire des Brigades des martyrs d’Al-Aqsa à Jénine, et Tali Fahima, militante israélienne pro-palestinienne convertie à l'islam, qui vivait à Jénine avant son arrestation par l'armée israélienne pour son soutien à Zubeidi.
Il décide alors de fonder le Freedom Théâtre dans le camp de réfugiés pour poursuivre l'oeuvre de sa mère et libérer les Palestiniens par la culture : la « résistance culturelle ».
En 2011, il rejoint l'Académie des arts du spectacle de Tel Aviv où il enseigne jusqu'à son assassinat.

## Théâtre de la Liberté

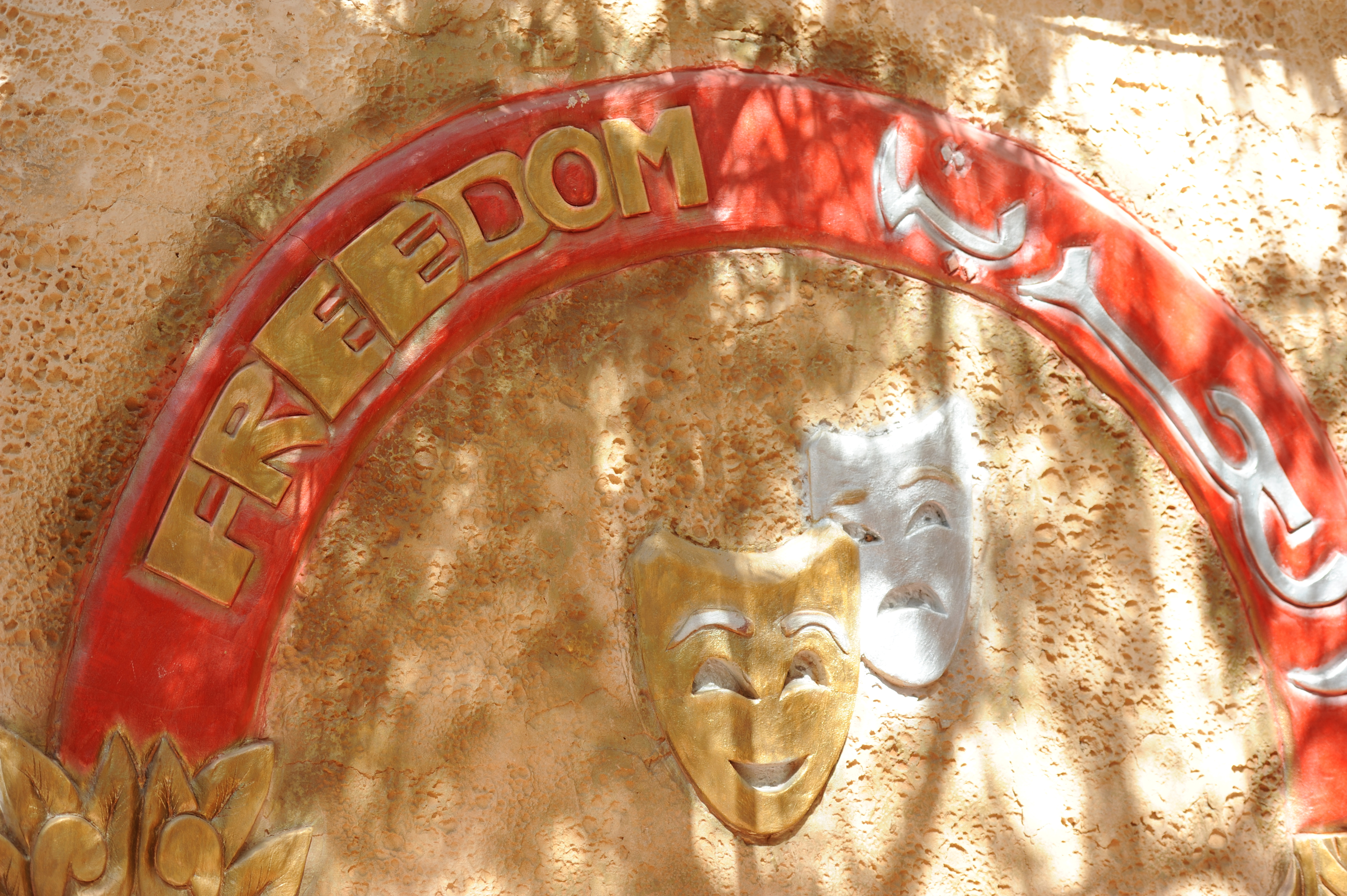
Entrée du Freedom Theatre

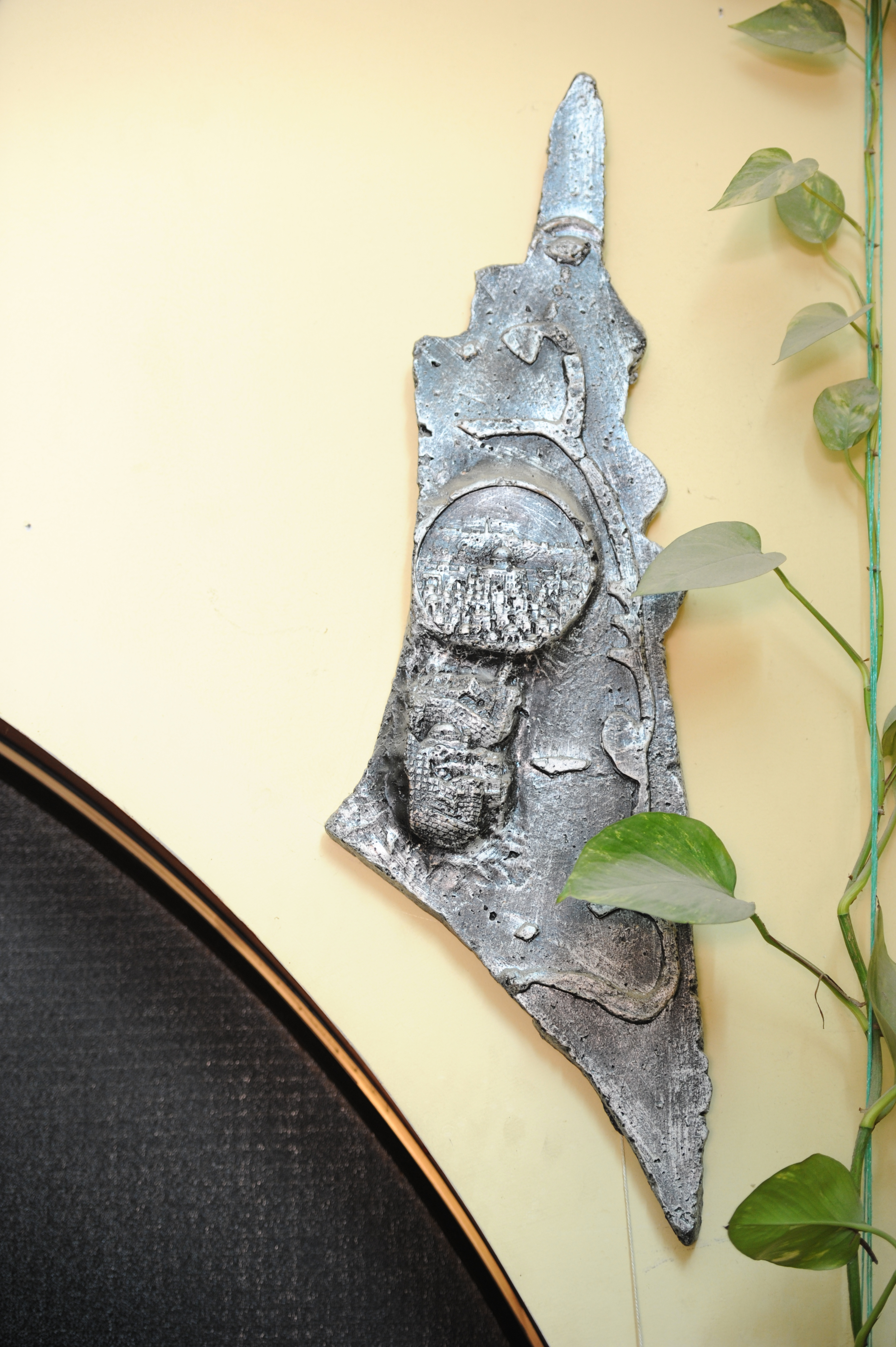
Sculpture métallique en forme de pays (Israël-Palestine) sur le mur du théâtre, 2011

En 2006, à la suite d'une campagne internationale de soutien suscitée par son film, Mer-Khamis ouvre un théâtre communautaire pour les enfants et les adultes de Jénine, appelé Freedom Theatre, « Théâtre de la Liberté ». La création de ce théâtre dans le camp de réfugiés est, pour Mer-Khamis, une poursuite du travail et de l'œuvre de sa mère, récipiendaire du prix Nobel alternatif en 1994, qui avait offert le montant de son prix à son groupe théâtral.

Il le créé en collaboration avec Zakaria Zubeidi, Jonatan Stanczak, militant israélo-suédois, et Dror Feiler, artiste israélo-suédois. L’objectif de ce théâtre est d’offrir des opportunités aux enfants et aux jeunes du camp de réfugiés de Jénine de développer leurs talents, de se connaître soi-même et d’avoir confiance en soi en utilisant un processus créatif comme modèle de changement social. Il y met en scène des productions qu'il veut révolutionnaires (« intifada culturelle ») mais transgressives et choquantes pour l'esprit palestinien adhérant aux formes conservatrices de l'islam, mélangeant filles et garçons dans ses ateliers ou sur scène, et lutte ainsi pour la liberté dans tous les domaines du monde palestinien. 

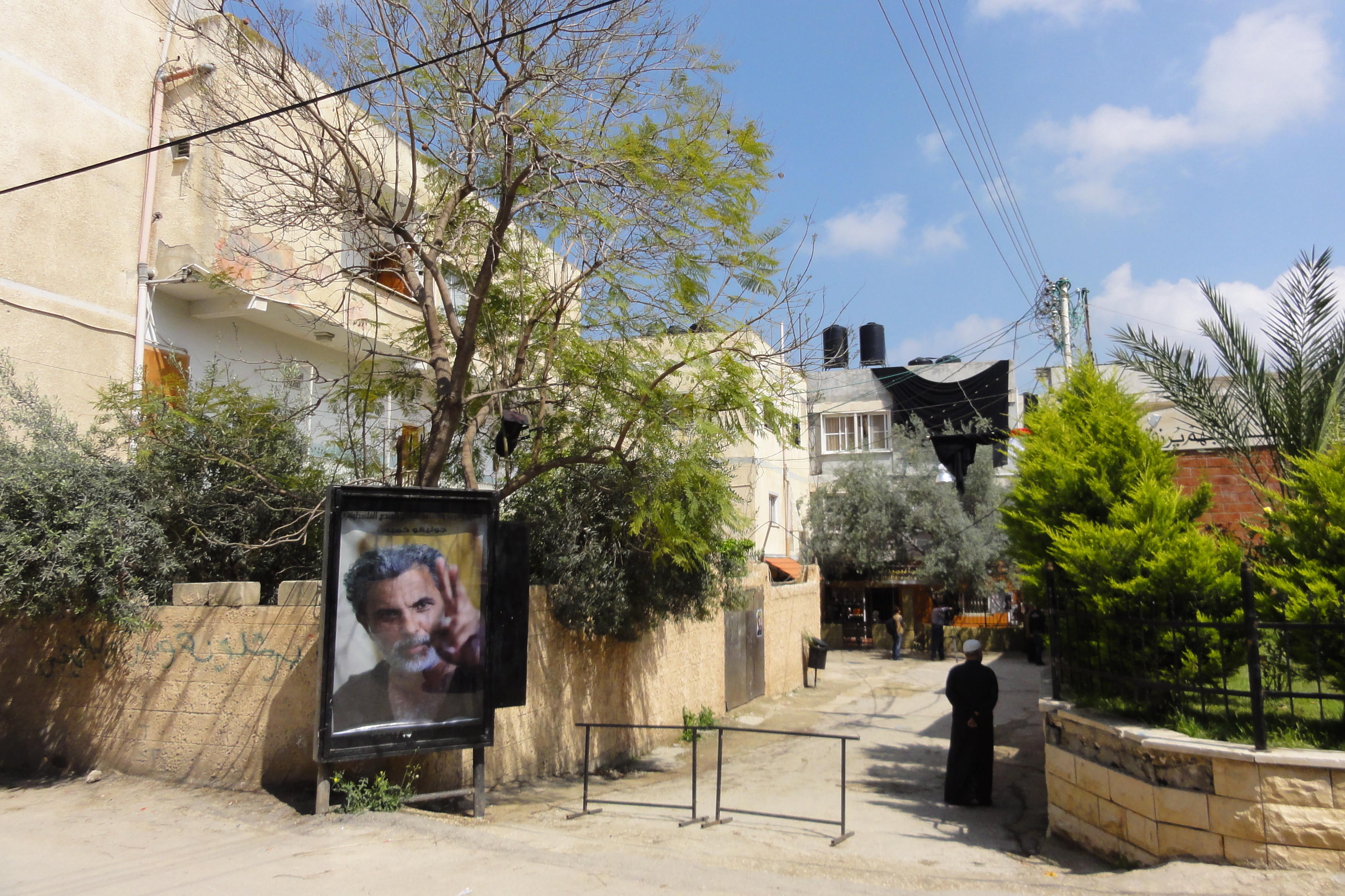
The Freedom Theatre avec le portrait de Juliano Mer-Khamis

Son charisme lui permet de s'attirer des sympathies internationales, des personnalités (Vanessa Redgrave, Maya Angelou, Slavoj Žižek, Noam Chomsky...) et de lever des fonds pour son théâtre. L'association des Amis du théâtre de la Liberté est créée par des sympathisants ou militants.

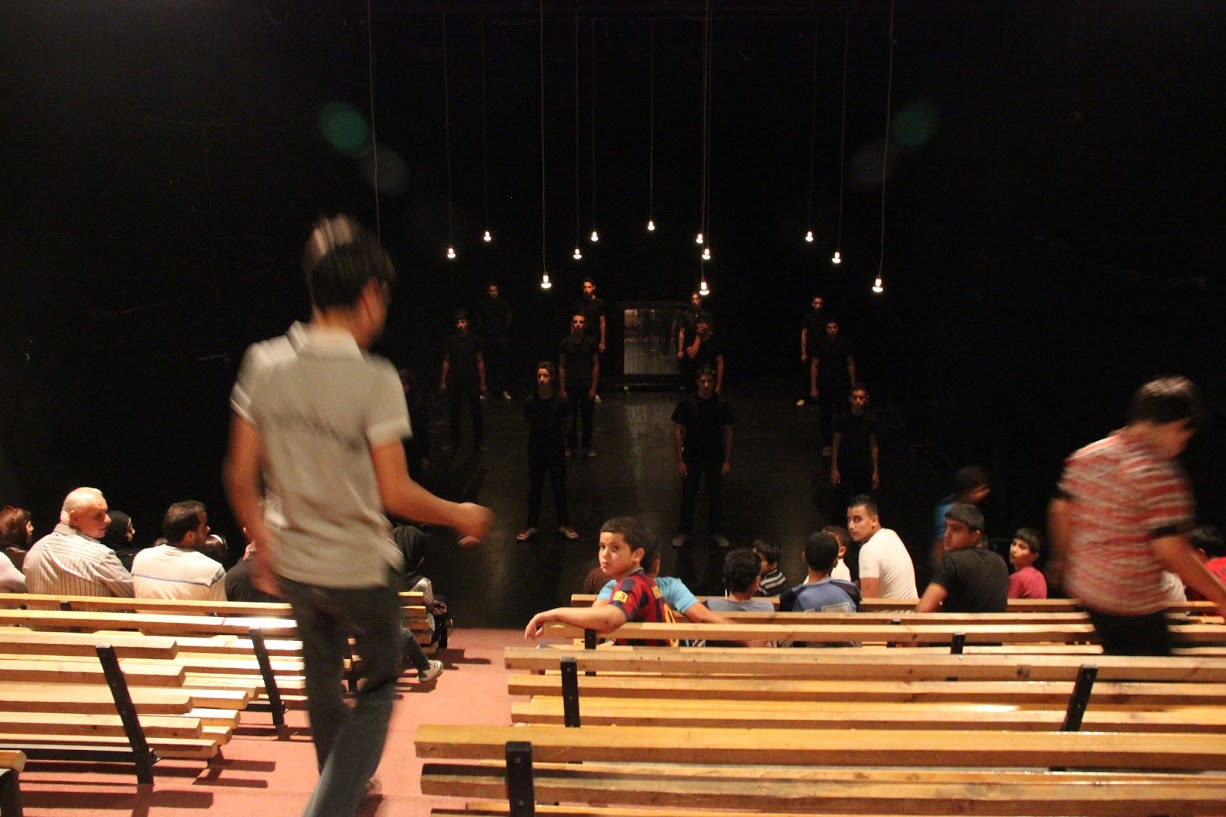
Représentation au Freedom Theatre, 2014

Les conservateurs et opposants musulmans locaux considèrent le Freedom Theatre comme une influence corruptrice de valeurs occidentales pour la jeunesse palestinienne voire une « conspiration sioniste » pour affaiblir la lutte contre l'occupant israélien, et il est incendié à deux reprises, recevant des cocktails molotov. Mer-Khamis lit des tracts le fustigeant en tant qu'athée et Juif et il reçoit des menaces de mort. C'est d'ailleurs au sortir de ce théâtre que son assassin l'attendra.
Après la mort de son fondateur, le Théâtre de la Liberté reprend ses activités sous la direction de Jonatan Stanczyk qui y insuffle un esprit moins provocateur. Il soulève des fonds internationaux, envoie ses productions en tournée en Europe et aux États-Unis ; il étend également ses activités dans toute la Cisjordanie.

## Activité politique
Mer-Khamis est également un militant politique dans le conflit israélo-arabe. Il protesta contre l’occupation israélienne des territoires et contre la construction des colonies israéliennes. Il est surtout un militant des droits de l’homme des Palestiniens vivant dans les territoires occupés et leur ami.

### Assassinat

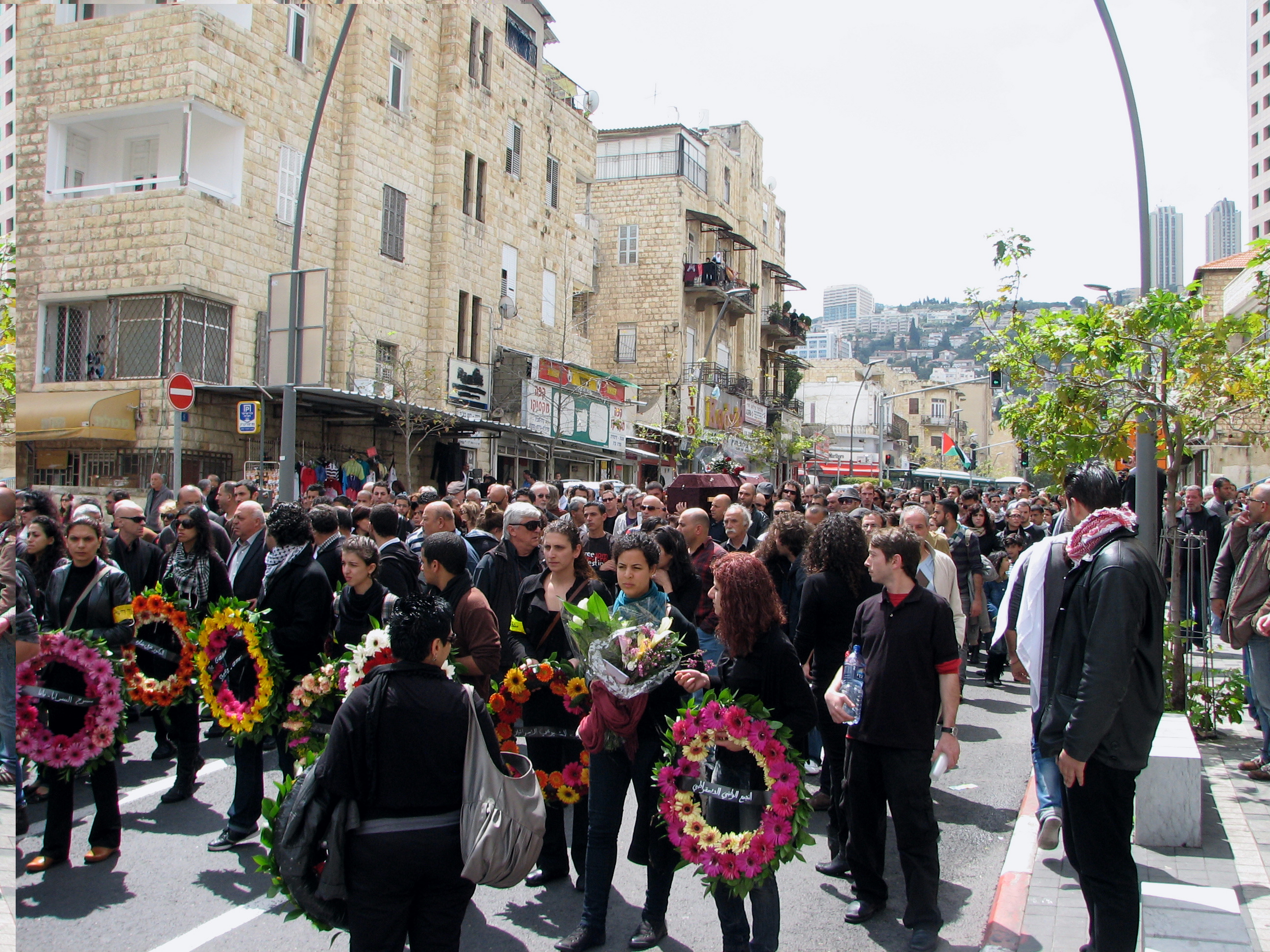
Funérailles de Juliano Mer-Khamis à Haïfa, 2011

Il meurt assassiné par balles à Jénine le 4 avril 2011, à l'âge de 52 ans, par un ancien militant palestinien des Brigades des martyrs d'Al-Aqsa, selon la police palestinienne, qui n'a jamais retrouvé le ou les tueurs dans cette ville qui se tait. Lors d'une interview de 2008 publiée en 2011 sur YouTube, il plaisantait en disant qu'il serait un jour tué par un Palestinien pour avoir « corrompu la jeunesse de l'Islam »,,.
Malgré les pressions des extrémistes religieux, il persévérait à faire cohabiter filles et garçons sur les planches et faisait joué, pour sa mise en scène de La Ferme des animaux, un comédien grimé en porc, l'animal tabou de l'islam.
La gauche radicale israélienne est démoralisée car elle voit à travers la mort violente de Juliano la perte d'un symbole du rêve binational, de coexistence et de solidarité entre Juifs et arabes.
Son militantisme oublié à Jénine, les funérailles de Juliano Mer-Khamis en tant que « martyr » ont lieu à Haïfa où le service est fait en arabe, suivies par une foule immense. Il est enterré dans un kibboutz au nord de Haïfa où il avait grandi.